# Bob Stapleton
Robert R. „Bob“ Stapleton (* 1. April 1958 in Riverside, Kalifornien) ist ein US-amerikanischer Unternehmer, ehemaliger Teammanager von Radsportteams und ehemaliges Präsidiumsmitglied des Weltradsportverbandes UCI.

## Voicestream
Bob Stapleton war Mitbegründer und Vorstand des Mobilfunkunternehmens Voicestream, das 2001 von der Deutschen Telekom übernommen wurde. Sein Vermögen wurde damals vom Wirtschaftsmagazin Forbes auf eine Milliarde Dollar geschätzt.

## Engagement im Radsport
Nach dem Verkauf von Voicestream gründete Bob Stapleton die US-amerikanische Firma „High Road Sports Inc.“, die zunächst unter dem Namen des Sponsors T-Mobile ab dem Jahr 2003 ein Frauenradsportteam betrieb, das bis 2011 HTC Highroad Women heißt.
Mit Beginn der Saison 2007 übernahm er über seine Betreibergesellschaft Neue Straßen Sport GmbH mit Sitz in Bonn, einer Tochter der High Road Sports Inc., die Leitung des Männer-Teams T-Mobile. Zuvor hatte der Hauptsponsor T-Mobile verkündet, dass man sich von der Olaf Ludwig Cycling GmbH, der vorherigen Betreiberin des Team T-Mobile, trennen wolle. Stapleton sollte das Team nach den Dopingskandalen (Dopingskandal Fuentes, Dopingskandal Team Telekom) umstrukturieren und wieder zum Erfolg führen. Am 27. November 2007 gab der Vorstand der Deutschen Telekom bekannt, das Radsportengagement der Mobilfunktochter T-Mobile mit sofortiger Wirkung zu beenden. Auslöser hierfür war der Dopingfall des T-Mobile-Fahrers Patrik Sinkewitz im Vorfeld der Tour de France 2007. Die Entscheidung betraf sowohl das Männer- als auch das Frauenteam. Laut Pressemitteilung wurde der Vertrag zwischen T-Mobile und der Betreibergesellschaft „Neuer Straßen Sport GmbH“ unter Leitung von Bob Stapleton in „beiderseitigem Einvernehmen“ aufgelöst. Ursprünglich sollte der Vertrag bis Ende 2010 laufen. Anschließend übernahm High Road Sports auch den Betrieb des Männerteams zunächst unter eigenem Namen und erhielt am 4. Dezember 2007 eine vorläufige ProTeam-Lizenz. Der neue Name des Männerteams lautete HTC-Highroad.
Am 4. August 2011 kündigte Bob Stapleton an, dass das Team HTC-Highroad am Ende der Saison 2011 aufgelöst werde. Als Grund gab er an, dass kein neuer potenzieller Sponsor gefunden wurde, der bereit sei, das Team auf bisherigen Niveau zu unterstützen. Der bisherige Hauptsponsor HTC beendete sein Engagement zum Ende des Jahres.
Stapleton war Vorstandsvorsitzender der World Triathlon Corporation, war acht Jahre lang Mitglied im Vorstand des heimischen Verbandes USA Cycling und von 2014 bis 2021 dessen Präsident. Er saß bis September 2021 als Vertreter der Pan American Cycling Confederation (COPACI) im Vorstand des Weltradsportverbandes und ist Präsident von dessen Komitee zur Bekämpfung von technischem Betrug („Motor-Doping“).